# Campeonato Mundial de Natação em Piscina Curta de 2010 - 400 m medley masculino
A prova dos 400 metros nado medley masculino do Campeonato Mundial de Natação em Piscina Curta de 2010 foi disputado em 16 de dezembro em Dubai nos Emirados Árabes Unidos.

## Recordes
Antes desta competição, os recordes mundiais e do campeonato nesta prova eram os seguintes:
|    | Nome        | Nacionalidade  | Tempo (minuto) | Local    | Data                   |
| -- | ----------- | -------------- | -------------- | -------- | ---------------------- |
| WR | László Cseh | Hungria        | 3:57.27        | Istambul | 11 de dezembro de 2009 |
| CR | Ryan Lochte | Estados Unidos | 4:02.49        | Xangai   | 6 de abril de 2006     |

## Medalhistas
| Ouro              | Prata                  | Bronze            |
| Ryan Lochte (USA) | Oussama Mellouli (TUN) | Tyler Clary (USA) |

## Resultados

### Eliminatórias
As eliminatórias ocorreram dia 16 de dezembro. Oito atletas num total de 35 se classificaram  para a final. 
| Colocação | Bateria | Raia | Nome                                 | Tempo   | Notas |
| --------- | ------- | ---- | ------------------------------------ | ------- | ----- |
| 1         | 3       | 4    | Ryan Lochte (USA)                    | 4:01.76 | Q, CR |
| 2         | 3       | 5    | Oussama Mellouli (TUN)               | 4:02.27 | Q     |
| 3         | 4       | 5    | Tyler Clary (USA)                    | 4:03.02 | Q     |
| 4         | 3       | 6    | Chad le Clos (RSA)                   | 4:03.81 | Q     |
| 5         | 4       | 4    | Dávid Verrasztó (HUN)                | 4:04.11 | Q     |
| 6         | 5       | 4    | László Cseh (HUN)                    | 4:04.44 | Q     |
| 7         | 5       | 5    | Gal Nevo (ISR)                       | 4:06.78 | Q     |
| 8         | 4       | 2    | Alexander Tikhonov (RUS)             | 4:06.96 | Q     |
| 9         | 1       | 3    | Wang Chengxiang (CHN)                | 4:07.26 |       |
| 10        | 5       | 3    | Lukasz Wojt (POL)                    | 4:08.05 |       |
| 11        | 3       | 3    | Diogo Carvalho (POR)                 | 4:08.08 |       |
| 12        | 1       | 5    | Huang Chaosheng (CHN)                | 4:08.14 |       |
| 13        | 4       | 3    | Federico Turrini (ITA)               | 4:09.04 |       |
| 14        | 5       | 6    | Jayden Hadler (AUS)                  | 4:09.74 |       |
| 15        | 5       | 7    | Ioannis Drymonakos (GRE)             | 4:11.13 |       |
| 16        | 5       | 2    | Henrique Rodrigues (BRA)             | 4:11.47 |       |
| 17        | 4       | 7    | Diogo Yabe (BRA)                     | 4:12.91 |       |
| 18        | 4       | 6    | Luca Marin (ITA)                     | 4:13.32 |       |
| 19        | 3       | 7    | Raphael Stacchiotti (LUX)            | 4:13.85 |       |
| 20        | 3       | 1    | Esteban Jose Enderica Salgado (ECU)  | 4:16.38 |       |
| 21        | 2       | 5    | Aleksey Derlyugov (UZB)              | 4:16.62 |       |
| 22        | 3       | 2    | Pedro Miguel Pinotes (ANG)           | 4:18.52 |       |
| 23        | 5       | 8    | Esteban Paz (ARG)                    | 4:23.69 |       |
| 24        | 4       | 1    | Vasilii Danilov (KGZ)                | 4:24.26 |       |
| 25        | 2       | 7    | Saeed Malekae Ashtiani (IRI)         | 4:24.81 |       |
| 26        | 4       | 8    | Chu Kevin Kam Yin (HKG)              | 4:27.78 |       |
| 27        | 2       | 6    | Dmitriy Shvetsov (UZB)               | 4:28.06 |       |
| 28        | 3       | 8    | Morad Berrada (MAR)                  | 4:28.74 |       |
| 29        | 2       | 1    | Jean Luis Apolinar Gomez Nuñez (DOM) | 4:28.87 |       |
| 30        | 2       | 4    | Vo Thai Nguyen (VIE)                 | 4:31.10 |       |
| 31        | 2       | 3    | Edvin Angjeli (ALB)                  | 4:35.22 |       |
| 32        | 2       | 8    | Obaid Al Jasmi (UAE)                 | 4:36.89 |       |
| 33        | 2       | 2    | Yousef Alaskari (KUW)                | 4:37.23 |       |
| 34        | 1       | 4    | Jourdy Martis (AHO)                  | 4:41.45 |       |
| -         | 5       | 1    | Taki M'Rabet (TUN)                   | DSQ     |       |

### Final
A final teve sua disputa realizada em 16 de dezembro.
| Colocação         | Raia | Nome                     | Tempo   | Notas |
| ----------------- | ---- | ------------------------ | ------- | ----- |
| Medalha de ouro   | 4    | Ryan Lochte (USA)        | 3:55.50 | WR    |
| Medalha de prata  | 5    | Oussama Mellouli (TUN)   | 3:57.40 |       |
| Medalha de bronze | 3    | Tyler Clary (USA)        | 3:57.56 |       |
| 4                 | 2    | Dávid Verrasztó (HUN)    | 4:02.73 |       |
| 5                 | 6    | Chad le Clos (RSA)       | 4:03.76 |       |
| 6                 | 7    | László Cseh (HUN)        | 4:04.93 |       |
| 7                 | 1    | Gal Nevo (ISR)           | 4:05.26 |       |
| 8                 | 8    | Alexander Tikhonov (RUS) | 4:06.39 |       |

Legenda
| Recorde mundial       | Recorde mundial (World record)               |                       | Recorde africano                      | Recorde africano (African) |                                           | Q | Classificado por posição (Qualified) |
| Recorde do campeonato | Recorde do campeonato (Championship record)  | Recorde da América    | Recorde da América (Americas)         | q                          | Classificado por melhor tempo (Qualified) |   |                                      |
| Melhor marca do ano   | Melhor marca do ano (World leading)          | Recorde asiático      | Recorde asiático (Asian)              | DNS                        | Não largou (Did not start)                |   |                                      |
| Recorde nacional      | Recorde nacional (National record)           | Recorde europeu       | Recorde europeu (European)            | DNF                        | Não terminou (Did not finish)             |   |                                      |
| Recorde pessoal       | Recorde pessoal do atleta (Personal best)    | Recorde da Oceania    | Recorde da Oceania (Oceania)          | DSQ / DQ                   | Desclassificado (Disqualified)            |   |                                      |
| Recorde da temporada  | Recorde da temporada do atleta (Season best) | Recorde sul-americano | Recorde sul-americano (South America) | NM                         | Sem marca (No mark)                       |   |                                      |